# Leuven Cricket Club
Leuven Cricket Club (LCC) is de eerste officiële cricketclub in Leuven. De club speelt zowel competitiewedstrijden in de Belgische Competitie alsook vriendschappelijke wedstrijden tegen teams uit het binnen- en buitenland.
De club is in de zomer van 2010 opgericht door vier voormalige spelers van Mechelen en telt momenteel een twintigtal leden.
Leuven Cricket Club speelde in het seizoen 2011 haar wedstrijden in divisie 3 van de Belgische competitie en kwam na de loting uit in Groep 2 van het T20-toernooi.

## Geschiedenis
Leuven Cricket Club is opgericht in 2010 door ex-leden van Mechelen Cricket club. Er werden vriendschappelijke wedstrijden georganiseerd met andere ploegen die in de Belgische competitie actief waren. De resultaten van deze wedstrijden waren zeer positief. Datzelfde jaar werd de Katholieke Universiteit Leuven partner, door de club gebruik te laten maken van een indoortrainingzaal en een groot sportveld om cricketwedstrijden te spelen.
In 2011 liet de Belgische Cricket Federatie (BCF) de Leuven Cricket Club toe om deel te nemen aan de cricketcompetitie. De club begon haar carrière als officiële club in Divisie 3 en nam ook deel aan een T/20 toernooi. Daarnaast is de club ook aangesloten bij Cricket Vlaanderen. Deze organisatie zet zich in voor de groei en verdere ontwikkeling van cricket in Vlaanderen.

## Prestaties
LCC heeft het 2011 seizoen in de top 5 beëindigd in divisie 3 van de Belgische cricket competitie. In het T/20 toernooi was de club enkel actief in de eerste ronde.